# Krzysztof Kamiński (Politiker)
Krzysztof Zbigniew Kamiński (* 17. März 1957 in Lublin) ist ein polnischer Politiker (KPN, SKL, AWS, PO). Er gehörte von 1991 bis 2001 dem Sejm der Republik Polen in der I., II., und III. Wahlperiode an.

## Leben und Beruf
Kamiński absolvierte ein Jurastudium an der Universität Warschau, das er 1980 abschloss. Nach dem Ausscheiden aus dem Sejm führte er eine eigene Rechtsanwaltskanzlei in Lublin.

## Politik
Kamiński trat der Konfederacja Polski Niepodległej (KPN) bei. Bei der ersten vollständig freien Parlamentswahl wurde Kamiński erstmals in den Sejm gewählt. Bei der Wahl 1993 gelang ihm im Wahlkreis Tarnobrzeg die Wiederwahl. 1997 verließ er die KPN und kandidierte bei der Sejmwahl 1997 für die Stronnictwo Konserwatywno-Ludowe (SKL) auf der Liste des Wahlbündnisses Akcja Wyborcza Solidarność, für das er erneut in das Parlament gewählt wurde. Bei der Parlamentswahl 2001 kandidierte er nicht erneut und schied aus dem Sejm aus. Im selben Jahr wurde er Mitglied der Platforma Obywatelska (PO), in deren Regionalvorstand er gewählt wurde.
Bei den Selbstverwaltungswahlen 1998 wurde er auf der Liste der AWS in den Sejmik der Woiwodschaft Lublin gewählt. Bei den Selbstverwaltungswahlen 2002 kandidierte er für die PO für den Sejmik der neu zugeschnittenen neuen Woiwodschaft Lublin. Er verpasste zunächst den Parlamentseinzug, rückte aber 2004 in den Sejmik nach, dem er noch bis 2006 angehörte. 2013 trat er aus der PO aus. Seit 2017 engagierte er sich im Komitet Obrony Demokracji, dessen Vorsitzender für die Region Lublin er wurde. Bei den Selbstverwaltungswahlen 2018 kandidierte er als parteiloser Kandidat auf der Liste des Wahlbündnisses Koalicja Obywatelska erfolglos für den Lubliner Wojwodschaftssejmik. 2019 kandidierte er für die KO für den Senat der Republik Polen. Im Wahlkreis Lublin unterlag er mit 29,6 % der Stimmen dem PiS-Kandidaten Grzegorz Czelej.